# Dworiczne
Dworiczne (ukr. Дворічне) – osiedle na Ukrainie, w obwodzie charkowskim, w rejonie kupiańskim. W 2001 liczyło 326 mieszkańców, spośród których 285 posługiwało się językiem ukraińskim, 39 rosyjskim, a 2 innym.